# Gymnasium Allermöhe
Das Gymnasium Allermöhe ist ein staatliches Gymnasium im Hamburger Stadtteil Neuallermöhe. Das Gymnasium wurde 1995 im Zuge der städtebaulichen Entwicklung des Stadtteils gegründet und ist in einem dafür neuerbauten Gebäude untergebracht.

## Geschichte
Das Gymnasium Allermöhe wurde 1995 gegründet, 1997 bezog es den Neubau am Walter-Rothenburg-Weg. Mit diesem Gründungsjahr war das Gymnasium in der Hamburger Schullandschaft eine Ausnahme, denn angesichts sinkender Schülerzahlen wurden hier in den 1980er und 1990er Jahren die Schulen eher geschlossen. Nach der Gründung des Gymnasiums Allermöhe verging somit eine Pause von 17 Jahren, bis mit dem Gymnasium Hoheluft ein weiteres Hamburger Gymnasium entstand.
Das neugebaute Gymnasium liegt im Zentrum von Neuallermöhe-West, das in den 1990er Jahren als zusammenhängendes Neubaugebiet entwickelt wurde. Der Wohnungsbedarf ergab sich vor allem aus der Zuwanderung von Deutschen aus Polen, Russland und dem übrigen Osteuropa ab Ende der 1980er Jahre. 85 % der in Neuallermöhe-West gebauten Wohnungen wurden mit Mitteln des sozialen Wohnungsbaus gefördert. Der Anteil der Minderjährigen an der Wohnbevölkerung lag anfangs deutlich über dem Durchschnitt Hamburgs, fiel aber aufgrund der homogenen Altersstruktur bei Bezug stetig.
Im Schuljahr 2009/2010 besuchten 867 Schülerinnen und Schüler das Gymnasium, acht Jahre später nur noch 635. Aufgrund der wachsenden Geburtenzahlen und der Nachverdichtung von Neuallermöhe wie auch dem nördlich der S-Bahnlinie geplanten Stadtteils Oberbillwerder wird im Einzugsgebiet des Gymnasiums mittel- bis langfristig ein Schülerzuwachs von rund 25 Prozent erwartet. Der Hamburger Schulentwicklungsplan 2019 sieht daher vor, dass das Gymnasium Allermöhe sechszügig geführt wird.

## Lage und Architektur
Das gemeinsam mit der Clara-Grunwald-Schule genutzte Schulgelände liegt zwischen Walter-Rothenburg-Weg und Von-Hacht-Weg. Südlich wird das Gelände vom Fährbuernfleet begrenzt, nördlich vom Park „Grüne Mitte“.
Das Sekundarstufenzentrum Hamburg-Allermöhe-West wurde nach Plänen von Wischhusen Architekten von 1992 bis 1997 zu Gesamtkosten von 48 Mio. € errichtet. Ursprünglich sollte das Sekundarstufenzentrum eine Grundschule, eine Gesamtschule (die Gesamtschule Fährbuernfleet) und das Gymnasium aufnehmen. Nach dem Auszug der 2009 geschlossenen Gesamtschule wurden die Gebäude 2013 teilweise umgebaut.

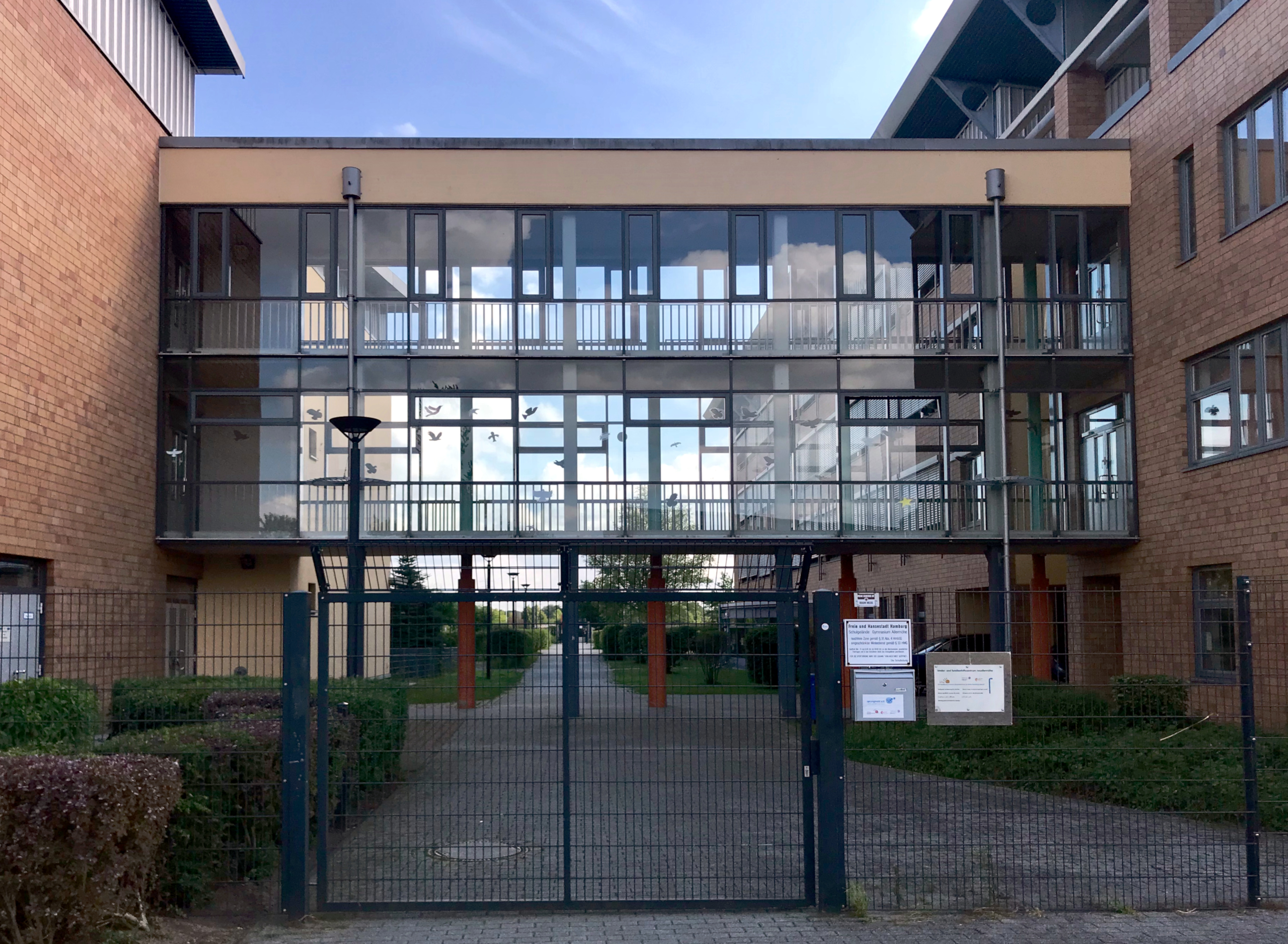
Skywalk zwischen den beiden Gebäuden

Hauptgebäude des Gymnasiums ist ein viergeschossiger Riegel zum Park „Grüne Mitte“. Rechtwinklig schließt daran ein weiterer Riegel an, der in die Mitte des Schulgeländes ragt, und den Schulhof der Grundschule vom Schulhof des Gymnasiums teilweise abtrennt. Beide Gebäude sind mit einem Skywalk verbunden. Die Fassade ist mit einem hellen Rotklinker verkleidet, die Häuser sind mit leicht angestellten Flachdächern gedeckt. Auf dem Schulgelände von Gymnasium und Grundschule befinden sich drei Sporthallen (WARO 1 und 2 sowie Sporthalle Fährbuernfleet), die auch von örtlichen Sportvereinen genutzt werden.

## Schulprofil
Das Gymnasium ist eine Ganztagsschule mit Musik- und Sportschwerpunkt, seit 2014 trägt die Schule das Hamburger Prädikat „Sportbetonte Schule“.
Einzugsbereich des Gymnasiums war 2017/18 fast ausschließlich Neuallermöhe, zu geringen Teilen auch Allermöhe. Bei der Erhebung des Sozialindex für Hamburger Schulen 2011 wurde für das Gymnasium Allermöhe auf einer Skala von 1 (nachteilige Voraussetzungen der Schülerschaft, höchster Förderbedarf) bis 6 (beste Voraussetzungen, kein Förderbedarf) ein Sozialindex von 4 errechnet. Im Schuljahr 2016/17 hatten knapp 79 % der Schüler einen Migrationshintergrund, deutlich über dem Durchschnitt der Hamburger Gymnasien.
In der Oberstufe wurden 2018 sechs Profile angeboten:
- Spanisch, Englisch und Geschichte
- Kunst, Philosophie und Informatik
- Geographie, Biologie und PGW
- PGW, Englisch und Wirtschaft
- Biologie oder Physik, Chemie und Geographie
- Sport, Biologie und PGW

Ein Schulaustausch bestand mit dem Nikolaus-Lenau-Lyzeum in Siebenbürgen.